# Битка у долини Кодори
 Битка у долини Кодори  је била војна операција за време руско-грузијског рата 2008. године која се одиграла у горњем делу долине реке Кодори у Абхазији, одвојеном региону Грузије. То је био једини део Абхазије под грузијском контролом пре овог војног сукоба. Абхазијска војска је 9. августа 2008. године, уз подршку руских снага, покренула операцију уклањања преосталих грузијских трупа из спорне клисуре. Након три дана грузијска војска је напустила долину Кодори.

## Мобилизација војски Абхазије и Русије
Русија је послала ратну морнарицу како би блокирала грузијску обалу на Црном мору. Према наводима руске морнарице, група бродова из руске Црноморске флоте, укључујући и најјачу руску ракетну крстарицу Москву, стигла је 10. августа 2008. у близини грузијске границе. Извор из штаба руске морнарице тврдио је да је "сврха присуства бродова Црноморске флоте у овом региону пружање помоћи избеглицама." Портпарол председника Абхазије раније је изјавио да су "локална администрација и мировњаци замолили Русију да ојача своју морнаричку присутност у близини Абхазије, након што су грузијски ратни бродови покушали да се приближе обали".
10. августа 2008. године, грузијаска влада је изјавила да је 6.000 руских војника ушло у Јужну Осетију из суседне руске провинције Северне Осетије а још 4,000 војника је ушло у Абхазију. Алекандар Новицки, заменик команданта руских мировних снага у Абхазији, изјавио је 11. августа 2008. године да је Русија појачала своје снаге у Абхазији и да је тамо било више од 9.000 падобранаца и 350 оклопних возила.

## Ултиматум Грузији
У јутро 9. августа 2008. године, абхазијски де факто заменик министра одбране је затражио да УНОМИГ повуче своје посматраче из долине Кодори. УНОМИГ је повукао свих 15 посматрача из долине. Абхазијске де факто власти објавиле су одлуку, коју је донео председник Багапш, о протеривању грузијских оружаних снага из Горње Кодорске долине. У послеподневним сатима, УНОМИГ је известио о бомбардовању грузијских села у Горњој Кодорској долини. Дана 10. августа 2008. године, председник Абхазије, Сергеј Багапш, одржао је конференцију за новинаре на којој је изјавио да се њихова операција у Горњој долини Кодори одвија по плану. Он је грузијским цивилима и наоружаним особама дао ултиматум да напусте Горњу Кодорску долину. Он је такође рекао да је влада Абхазије затражила од Русије да предузме мере за заштиту абхазијске морске границе. Багапш је изјавио да је његову одлуку о покретању војне операције у Горњој Кодорској долини одобрио парламент.

## Ток битке
Дана 9. августа 2008. године, сепаратисти подржани од стране Русије у Абхазији покренули су ваздушне и артиљеријске нападе како би протерали грузијске трупе из Кодорске долине, јединог дела Абхазије под контролом Грузије пре овог сукоба. "Други фронт" против Грузије био је отворен. Новинска агенција Итар-Тас цитирала је министра иностраних послова Абхазије Сергеја Шамбе да су оружане снаге Абхазије почеле операцију присиљавања грузијских војника да напусте горњи део долине Кодори. У посебном извештају новинске агенције Интерфакс, Сергеј Багапш је изјавио да његова "авијација тренутно спроводи операцију у горњем делу долине Кодори у Абхазији а који је под контролом Грузије." Шамба је такође рекао: "Данас је био само почетни део операција тешке артиљерије коју подржава авијација." Грузијски председник Михаел Сакашвили изјавио је за агенцију Итар-Тас да је Грузија успешно одбила све нападе на горњи део долине Кодори. Абхазијски авиони и артиљерија су 10. августа наставили да нападају грузијске позиције други дан заредом. Багапш је изјавио да Абхазија делује "независно". Сепаратистичке власти Абхазије објавиле су пуну војну мобилизацију. Председник Абхазије је изјавио да је "око 1.000 специјалних абхазијских војника" учествовало у операцијама против грузијских снага. Они су нападали Грузијце користећи "ратне авионе, вишеструке ракетне бацаче и артиљерију". Операција ће ући у следећу фазу као што је планирано. ”О томе ћете сазнати више касније”, рекао је он, додајући да ће креирати “хуманитарни коридор”, који ће омогућити становницима да се евакуишу. Дана 11. августа 2008. године, министар одбране Абхазије Мираб Кишмарија рекао је руској новинској агенцији Интерфакс да ће абхазијске снаге ликвидирати грузијске трупе ако не напусте Кодорску долину.
Абхазијске власти су 12. августа 2008. године објавиле војну офанзиву против грузијских војника у долини Кодори. Руске снаге су подржале абхазијске операције. "Операција за ослобађање долине Кодори је почела", изјавио је министар спољних послова Абхазије Сергеј Шамба. "Наше трупе напредују. Надамо се успеху." Шамба је тврдио да руске трупе нису биле укључене у операцију.
Грузијска војска је напустила долину 12. августа 2008. године. Заменик министра унутрашњих послова Грузије, Ека Згуладзе, описао је повлачење грузијских трупа из долине Кодори као "гест добре воље". Заменик министра одбране Абхазије, генерал-мајор Анатолиј Зајцев, тврдио је да су "само локалне снаге - не руске" биле укључене у војну операцију. Међутим, новинар АП-а на том подручју видео је 135 руских војних возила која су се одвезла у долину Кодори. Грузијски званичници кажу да су њихове трупе у долини Кодори нападнути од стране Руса. Дана 13. августа 2008. године, председник Сергеј Багапш је одлетео хеликоптером у долину да прогласи да је последњи комад земље у Абхазији, коју су држали Грузијци, поново под контролом сепаратистичких власти. Абхазијски војници су рекли да су открили "планину оружја", од америчких пушака М-16 до артиљеријских јединица и минобацача, као и стада напуштене стоке.

## Жртве и ратна штета
Један абхазијски војник је погрешно убијен од својих људи. Два грузијска војника су убијена.
Пре рата, око 2.000 људи је живело у Горњој Кодорској долини, који су напустили подручје током грузијског повлачења. Абхазијске власти су изјавиле да су саветовале повратак избеглица, али до краја марта 2009. године пријављено је да само 130 људи живи у Горњој Кодорској долини.
Према речима људи који су посетили село Ажара, војни положаји су оштећени, а трговине опљачкане, али куће су готово неоштећене.

## Операције изван Абхазије
Руски ултиматум, који је 11. августа 2008. године издао командант руских мировних снага у Абхазији, генерал-мајор Сергеј Чабан, наређивао је да се грузијске трупе, у округу Зугдиди дуж границе с Абхазијом, разоружају. Русија је изјавила да је ултиматум истекао у 06.00 часова по Гриничу. Сергеј Чабан је изјавио да су руске трупе спремне за операцију разоружавања грузијских трупа у том подручју.
Дана 11. августа 2008. године, руски падобранци, распоређени у Абхазији, заузели су град Зугдиди и извршили су рације против војних база дубоко у западној Грузији. Тог дана, руске снаге, које се практично нису сусреле са отпорима, ушле су у град Сенаки и заузеле војну базу. Заменик министра одбране Грузије Бату Кутелија рекао је да је око 30 оклопних возила и више од 20 камиона са руским војницима ушло у Сенаки и преузело контролу над војном базом.
Руско министарство одбране објавило је да су "операције" извршене у Сенакију. "Операције су имале за циљ да спрече нови напад грузијске артиљерије на мировне снаге Русије и Јужне Осетије", наводи се у извештају. Извор је инсистирао да им је циљ да спрече мобилизацију резервиста.
Заменик команданта руских снага, Александар Новицки, каже да је за време извиђачке мисије, Руско ратно ваздухопловство уништило два грузијска хеликоптера у војној бази у Сенаки. Хеликоптери су наводно идентификовани као МИ-8 и МИ-24, који припадају грузијским ваздухопловним снагама. Руси су уништили базу у Сенаки, и запленили богате трофеје.
Дана 12. августа 2008. године, руске трупе су такође прошле кроз луку Поти и заузеле позиције око ње.
Дана 16. августа 2008. године, Министарство иностраних послова Грузије је изјавило да су јединице руске војске и сепаратисти прешли границу Абхазије у правцу реке Ингури. Трупе су окупирале 13 села у Грузији, тамо успоставиле привремену управу и ставиле хидроелектрану на реци Ингури под сепаратистичку контролу.